# التطور كنظرية وحقيقة

غالباً ما يوصف التطور (بالإنجليزية: Evolution)‏ بأنه نظرية (بالإنجليزية: Theory)‏ وحقيقة (بالإنجليزية: Fact)‏. هذه العبارة أو ما يشابهها، تستخدم بشكلٍ متكرر في أدبيات علم الأحياء.
```
المقصد من هذه العبارة هو التفريق بين مفهوم «حقيقة التطور»، الذي يعني التغيرات الملحوظة في تجمعات العضيات الحية خلال الزمن.
وبين مفهوم «نظرية التطور»، الذي يعني التفسير العلمي الحالي لكيفية حدوث هذه التغيرات.
```

## اصطلاحية العلم
| "الحقيقة"                                 | "النظرية"                                       |
| ----------------------------------------- | ----------------------------------------------- |
| "الحقيقة" في العلم هي المشاهدة (الملاحظة) | "النظرية" في العلم هي تفسير المشاهدة (الملاحظة) |

يستخدم العلماء العديد من الكلمات بشكل اصطلاحي في تخصصاتهم، والتي عادةً ما تتشابه مع معاني كلمات شائعة فيحدث خلط وعدم فهم صحيح لدى غير المختصين.
ف* الحقيقة  [بحاجة لمصدر]
هي مشاهدة أو جزء من البيانات. وهي قياس أو دليل ما أو نتيجة تجربة. على سبيل المثال هناك العديد من المشاهدات والقياسات للجاذبية. في كل مرة تقع تفاحة وتسقط إلى الأرض تحدث مشاهدة للجاذبية. تقاس الجاذبية في كل مرة نزن شيئاً ما. لذلك يمكن وصف الجاذبية في العلم بأنها «حقيقة». وهذه بسبب وجود مجموعة من المشاهدات والتي تحتاج إلى الشرح. والمشاهدات هي حقائق بلغة العلم.
- النظرية[15][بحاجة لمصدر]

النظرية هي محاولة لإيجاد ووصف العلاقات بين الظواهر أو الأشياء، وإنشاء فرضيات قابلة للدحض يمكن اختبارها عن طريق الطريقة العلمية والملاحظة التجريبية وتختلف باللغة العلمية عن الحقائق. النظريات العلمية تصف إطار عمل مترابط يناسب البيانات القابلة للملاحظة. هناك العديد من النظريات التي تحاول تفسير الجاذبية. يسأل العلماء ما هي الجاذبية وما يسببها. لقد طوروا نموذجاً يشرح ما هي الجاذبية، نظرية للجاذبية. التنبؤات يمكن أن توضع بناءً على هذه النظرية. على مر القرون اقترح العلماء العديد من التفسيرات للجاذبية والتي كانت مؤهلة لتسمى نظرية الجاذبية. أرسطو غاليليو نيوتن والآن ألبرت أينشتاين. لذلك الجاذبية هي نظرية أيضاً. في العلم النظرية الحالية هي النظرية التي لم يثبت خطأها حتى الآن، بمعنى آخر لم يلاحظ أية مشاهدة تعارضها حتى هذا الوقت و، في الحقيقة، جميع المشاهدات التي تمت إما تدعم النظرية الحالية أو على الأقل لا تدحضها.(أنظر كارل بوبر). لم تختفِ الجاذبية في أية حالة عندما ظهرت نظرية جديدة، بدلاً من ذلك تحسن تفسير الجاذبية وتطور.
إن تفحص شرح كلمتي «حقيقة» و«نظرية» في السياق العلمي يكشف مصدراً للالتباس عند مناقشة الجاذبية.
يشار إلى الجاذبية على أنها «حقيقة» و«نظرية» في الوقت نفسه. الجاذبية «حقيقة» لأننا نستطيع ملاحظتها، والملاحظات هي «حقائق» في اللغة العلمية. الجاذبية أيضاً هو اسم شرح هذه الحقيقة والدلائل الأخرى أو الحقائق. والشرح العلمي يسمى «نظرية» في لغة العلم. لذلك الجاذبية هي «نظرية» كما أنها «حقيقة».
إن كلمة «الجاذبية» قد أطلقت على شيئين مختلفين، «نظرية» و«حقيقة» وقد يبدو ذلك مثيراً للالتباس ومراوغاً أن نطلق على الجاذبية «نظرية» و«حقيقة» في الوقت نفسه، ولكن ذلك دقيق. الجاذبية هي «حقيقة» قابلة للملاحظة. كيف ولماذا تسحب الجاذبية الأجسام هو موضوع نظرية الجاذبية. نظرية الجاذبية هي معرضة للبحث العلمي المتزمت، ويمكن أن يبدل «بنظرية» أخرى (أنظر تبديل النماذج أو الثورة العلمية). من الشائع أن يشار إلى نظرية الجاذبية المقبولة حالياً بنظرية الجاذبية. صلاحية عبارة «وجود الجاذبية» تبقى ثابتة، بغض النظر ما هي النظرية المقبولة على نحوٍ واسع، أو حتى إذا لم توجد أية نظرية في هذه اللحظة.

## أمثلة على الاستيعاب الخاطئ لمفهوم التطور
- الخطأ: التطور مجرد نظرية غير مثبتة.
- الصواب: التطور نظرية تم تعديلها مع الوقت عند اكتشاف الاخطاء التي وردت فيها بسبب قصور معرفة التفاصيل الحيوية للمخلوقات «مثل الدي ان أيه - DNA» عند بداية انطلاق النظرية، لذلك فان النظرية لها بعض الجوانب التي قد تكون صحيحة ولها جوانب أخرى قد تكون خاطئة، وقد وضع داروين في كتابة «أصل الأنواع» باب كامل (هو الباب السادس) اسماه «عقبات النظرية Theory Dificulties».
- الخطأ: التطور يفسر نشأة الحياة على الأرض والخلية الأولى من المادة غير الحية وهو مرتبط بالصدفة.
- الصواب: التطور يفسر التنوع الحيوي للكائنات الحية. تفسير نشأة الحياة العلمي وموضوع الصدفة بحث آخر وعلم آخر يدعى علم نشأة الحياة (biogenesis) (ولو أنه مرتبط بالتطور).
- الخطأ: الاعتقاد أن التطور يعني أن نجد اختلافا في الصفات الحيوية بشكل مباشر بين جيلين متلاحقين فقط (كأن نعتقد أن حيوانا زاحفا قد يولد بأجنحة، أو أن ضفدعا قد يلد سمكة.. الخ)
- الصواب: التطورعملية تحدث بشكل معقد ومتنوع وعلى مدار ملايين السنين لكننا في حياتنا اليومية نتعامل مع أحداث (سريعة نسبية) تجعلنا نخطئ عندما تختلف الأزمنة لذا فنحن مضطرون للتعامل مع تلك الأحداث بشكل علمي لا مجرد منطق يومي. ولا يمكن تطبيق آليات التطور على أحداث سريعة متجاهلين الزمن الطويل جدا التي جرت خلاله.
- الخطأ: تطور الحياة منشأه الصدفة.
- الصواب: الصدفة مجرد عامل في بعض آليات التطور، والطفرة العشوائية هي مصدر التنوع الجيني الكبير، ثم إن الانتقاء الطبيعي والذي هو أهم أجزاء التطور ليس حدثا عشوائيا أبداً.
- الخطأ: التطور يقدم للأحياء ما تحتاجه لكي تستمر.
- الصواب: الانتخاب الطبيعي يعمل على توليد ملائمة جيدة للأحياء مع البيئة وتحسينها إن أمكن والانتخاب الطبيعي يعمل على انتقاء الطفرات الجيدة وتحييد السيء منها.
- الخطأ: التطور فاشل لأن نظرية دارون ناقصة ولم تفسر العديد من الظواهر الحيوية.
- الصواب: التطور يفسر التنوع الحيوي ومهما تقدم فلا علاقة له بالحياة من ناحية تفسير اصلها وهذا ميدان علم أخر هو البيوجينيسيس الذي فسرها بشكل دقيق.
- الخطأ: النظرية فاشلة لأن هناك أنواعا لم تستطع آليات التطور تفسيرها بعد.
- الصواب: تفسر التنوع البيولوجي ل 98 إلى 99% والحلقات المهمة تم العثور عليها.
- الخطأ: التطور هو تقدم، والأحياء البدائية تطورت إلى أشكال حياة متقدمة، وتطورت من الكائنات وحيدة الخلية إلى أكثر الكائنات تعقيدا.
- الصواب: كل نوع من الأنواع هو شكل متغير وجديد من آبائه، كل نوع تكيف مع بيئته فقط، التطور أفضل ما يمكن وصفه أنه شجرة، أجداد الحوت الآن ليسوا موجودين على الأرض، الحوت شكل مختلف عن أجداده، وأجداد البشر الآن (وهم أجداد القردة) ليسوا موجودين الآن، بل البشر والقردة أشكال متطورة عن أجدادها، لا يوجد شكل من أشكال الحياة الآن يمكن أن ندعوه (شكل أدنى) أو (شكل أرقى) كل شكل متكيف مع بيئته تماماً.

## الهوامش والمصادر
1. ↑  Evolution is a Fact and a Theory, Laurence Moran, Talkorigins, 1993 نسخة محفوظة 12 يونيو 2018 على موقع واي باك مشين.
2. ↑  R. C. Lewontin "Evolution/Creation Debate: A Time for Truth" Bioscience 31, 559 (1981) reprinted in "Evolution versus Creationism,", Peter Zetterberg ed., ORYX Press, Phoenix AZ 1983
3. ↑  Neil A. Campbell, Biology 2nd ed., 1990, Benjamin/Cummings, p. 434
4. ↑  Helena Curtis and N. Sue Barnes, Biology 5th ed. 1989, Worth Publishers, p. 972
5. ↑  Douglas J. Futuyma, Evolutionary Biology, 2nd ed., 1986, Sinauer Associates, p. 15
6. ↑  H. J. Muller, "One Hundred Years Without Darwin Are Enough" School Science and Mathematics 59, 304-305. (1959) reprinted in "Evolution versus Creationism", Peter Zetterberg ed., ORYX Press, Phoenix AZ 1983
7. ↑  Theodosius Dobzhansky "Nothing in Biology Makes Sense Except in the Light of Evolution" نسخة محفوظة 26 مايو 2008 على موقع واي باك مشين., American Biology Teacher vol. 35 (March 1973) reprinted in "Evolution versus Creationism", J. Peter Zetterberg ed., ORYX Press, Phoenix AZ 1983 [وصلة مكسورة] "نسخة مؤرشفة". مؤرشف من الأصل في 2013-11-15. اطلع عليه بتاريخ 2007-09-07.
8. ↑  "Evolution: Fact and Theory", Richard E. Lenski, American Institute of Biological Sciences, 2000.
9. ↑  Fact and theory misconception, Adrian Barnett نسخة محفوظة 4 مارس 2010 على موقع واي باك مشين.
10. ↑  Carl Sagan, "Cosmos," Random House, Page 27.
11. ↑  Mayr, E. (1988), "Toward a New Philosophy of Biology: Observations of an Evolutionist, Harvard University Press, Cambridge MA USA.
12. ↑  George Simpson, a famous American zoologist, stated that "Darwin...finally and definitely established evolution as a fact," quoted in G. Bowden & J. Collyer, "Quotable Quotes for Creationists," Creation Science Movement, Pamphlet # 228, 1982-JAN, Page 1.
13. ↑  Nobel Prize Winner German biologist Hermann J. Muller, circulated a petition entitled: "Is Biological Evolution a Principle of Nature that has been well established by Science?", in May of 1966:
There are no hypotheses, alternative to the principle of evolution with its “tree of life,” that any competent biologist of today takes seriously. Moreover, the principle is so important for an understanding of the world we live in and of ourselves that the public in general, including students taking biology in high school, should be made aware of it, and of the fact that it is firmly established, even as the rotundity of the earth is firmly established. (Bales, James D., Forty-Two Years on the Firing Line, Lambert, Shreveport, LA, p.71-72, no date.) This manifesto was signed by 177 of the leading American biologists. (The Day the Scientists Voted, Bert Thompson, Apologetics Press: Sensible Science) نسخة محفوظة 20 نوفمبر 2010 على موقع واي باك مشين. [وصلة مكسورة]
14. ↑  
تستخرج الحقيقة العلمية من خلال المشاهدات الغرضية ومن القياسات، التي غالباً ماتتم تحت ظروف محكمة. ومع ذلك الحقيقة العلمية، ليست حتمية مطلقة. فقد يعتري الحقائق بعض الأخطاء نتيجة أخطاء القياس..
15. ↑  
النظرية هي محاولة لإيجاد ووصف العلاقات بين الظواهر أو الأشياء، وإنشاء فرضيات قابلة للدحض يمكن اختبارها عن طريق الطريقة العلمية والملاحظة التجريبية